# Seznam kolumbijskih pevcev
Seznam kolumbijskih pevcev.

## C
- Andrés Cabas
- Ryan Cabrera
- Andrés Cepeda

## D
- Diomedes Díaz

## E
- Andrea Echeverri

## F
- Fonseca
- Alex »El Sueco« Frejrud

## J
- Juanes

## L
- Llane

## M
- Maluma
- Toto la Momposina

## R
- Elkin Ramírez
- Mauricio Rodriguez

## S
- Shakira

## V
- Carlos Vives
- Jorge Villamizar

## Z
- Charlie Zaa